# Regentenstraße 164 (Mönchengladbach)

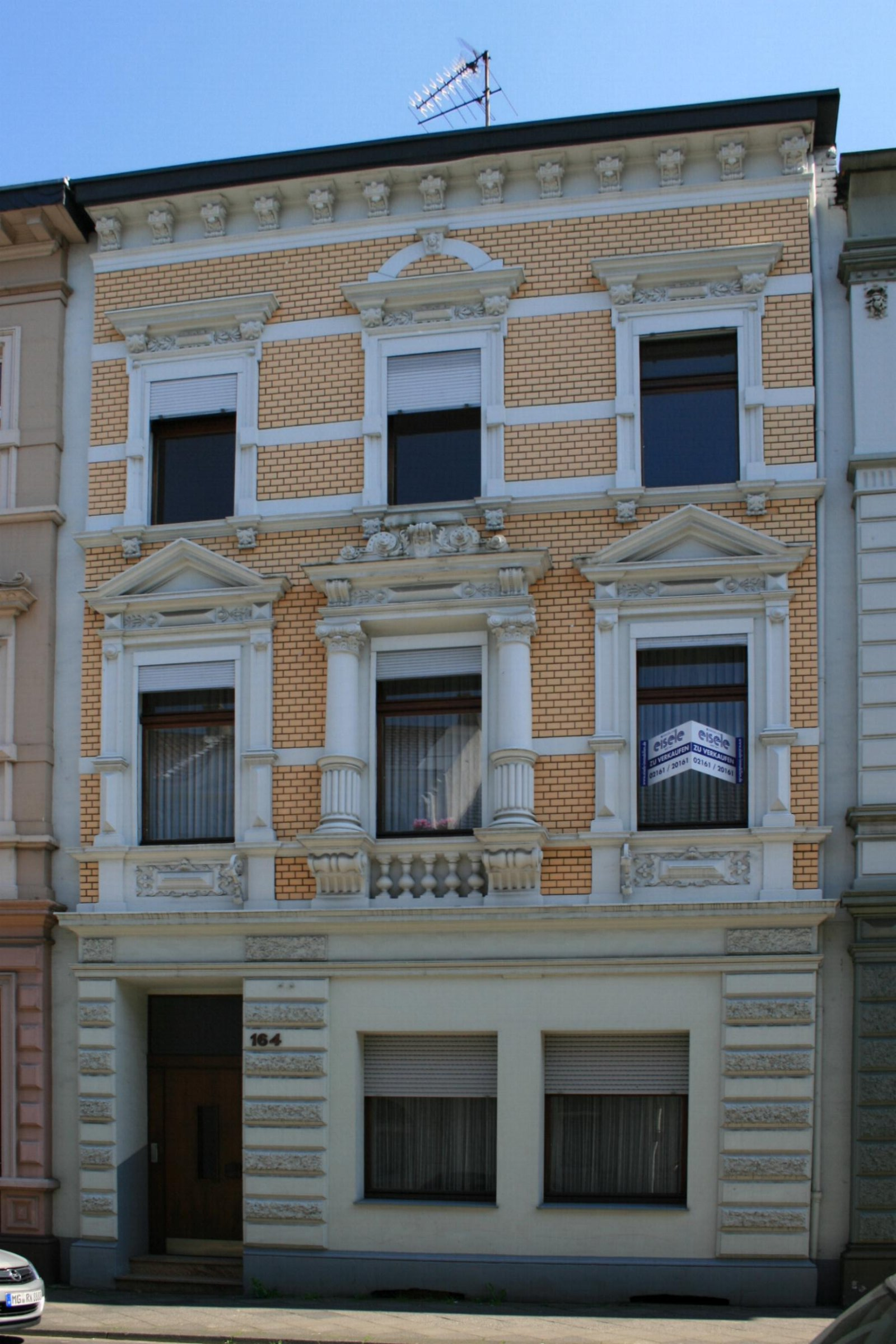
Wohnhaus (2010)

Das Wohnhaus Regentenstraße 164 steht im Stadtteil Eicken in Mönchengladbach (Nordrhein-Westfalen).
Das Gebäude wurde um 1900 erbaut. Es wurde unter Nr. R 069 am 7. August 1990 in die Denkmalliste der Stadt Mönchengladbach eingetragen.

## Lage
Das Objekt liegt an der Südseite der Regentenstraße im Umfeld ähnlicher Häuser der Jahrhundertwende.

## Architektur
Es handelt sich um ein dreigeschossiges, traufenständiges, dreiachsiges  Wohnhaus. Das Objekt ist aus städtebaulichen Gründen schützenswert.